# DBB Beamtenbund und Tarifunion

DBB Beamtenbund und Tarifunion (skrót DBB, pisownia stylizowanadbb beamtenbund und tarifunion; pol. Niemieckie Zrzeszenie Urzędników i Unia Taryfowa, wcześniej Deutscher Beamtenbund) – niemiecka centrala związkowa; federacja 39 związków i zrzeszeń zawodowych reprezentujących głównie urzędników niemieckiej służby cywilnej i pracowników administracji publicznej z siedzibą w Berlinie. Z liczbą członków wynoszącą 1 275 420 (źródło: dbb Magazin z marca 2006) jest drugą co do wielkości, po DGB, federacją związkową w Niemczech.
Terytorialnie DBB dzieli się na 16 zrzeszeń utworzonych dla poszczególnych krajów związkowych. Największe krajowe zrzeszenie liczące ok. 190 000 członków działa w Nadrenii Północnej-Westfalii. W ramach związku działa organizacja młodzieżowa DBB Jugend (dbbj).

## Przewodniczący DBB
- 1918–1919: Ernst Remmers
- 1919–1920: Max Lange
- 1920–1933: Wilhelm Flügel(inne języki)
- 1933–1945: Jacob Sprenger
- od 15 października 1933 organizacja przymusowo przemianowana w Reichsbund der Deutschen Beamten (RDB) i ubezwłasnowolniona przez nazistowskie władze
- 1949–1955: Hans Schäfer
- 1955–1958: Angelo Kramel
- 1959–1987: Alfred Krause
- 1987–1995: Werner Hagedorn
- 1995–2003: Erhard Geyer(inne języki)
- 2003–2012: Peter Heesen(inne języki)
- 2012–2017: Klaus Dauderstädt(inne języki)
- od 2017: Ulrich Silberbach(inne języki)

## Związki zrzeszone w DBB według działów administracji
- Administracja ogólna
  - Deutsche Verwaltungs-Gewerkschaft(inne języki) (DVG)
  - KOMBA Gewerkschaft für den Kommunal- und Landesdienst
  - gewerkschaft kommunaler landesdienst berlin(inne języki) (gkl berlin)
  - VdB Bundesbankgewerkschaft(inne języki)
  - Verband der Beschäftigten der obersten und oberen Bundesbehörden(inne języki) (VBOB)
- Oświata i wychowanie
  - Verband Bildung und Erziehung(inne języki) (VBE)
  - Bundesverband der Lehrerinnen und Lehrer an beruflichen Schulen(inne języki) (BLBS)
  - Deutscher Philologenverband(inne języki) (DPhV)
  - Verband Deutscher Realschullehrer(inne języki) (VDR)
  - Verband Hochschule und Wissenschaft(inne języki) (VHW)
  - Bundesverband der Lehrer an Wirtschaftsschulen(inne języki) (VLW)
  - Katholische Erziehergemeinschaft(inne języki) (KEG)
- Bezpieczeństwo
  - Bundesgrenzschutzverband(inne języki) (BGV)
  - Deutsche Polizeigewerkschaft(inne języki) (DPolG)
  - Verband der Arbeitnehmer der Bundeswehr(inne języki) (VAB)
  - Verband der Beamten der Bundeswehr(inne języki) (VBB)
- Wymiar sprawiedliwości
  - Bund Deutscher Rechtspfleger (BDR)
  - Bund der Strafvollzugsbediensteten Deutschlands (BSBD)
  - Deutscher Amtsanwaltsverein(inne języki) (DAAV)
  - Deutscher Gerichtsvollzieherbund(inne języki) (DGVB)
  - Deutsche Justiz-Gewerkschaft(inne języki) (DJG)
  - Verband der Beschäftigten des gewerblichen Rechtsschutzes(inne języki) (VBGR)
  - Verein der Rechtspfleger im Bundesdienst(inne języki) (VRB)
- Skarbowość
  - BDZ – Deutsche Zoll- und Finanzgewerkschaft(inne języki)
  - Deutsche Steuer-Gewerkschaft (DSTG)
- Ubezpieczenie socjalne
  - Gewerkschaft der Sozialversicherung(inne języki) (GdS)
  - Gewerkschaft der Sozialverwaltung(inne języki) (GdV)
  - Verband der Beschäftigten der Bundesagentur für Arbeit(inne języki) (VBBA)
- Ruch drogowy
  - Fachverband Wasser- und Schifffahrtsverwaltung(inne języki) (FWSV)
  - Gewerkschaft Deutscher Lokomotivführer (GDL)
  - Verband Deutscher Straßenwärter(inne języki)
  - Verkehrsgewerkschaft GDBA(inne języki)
- Środowisko
  - Berufsverband Agrar, Ernährung, Umwelt (VDL)
  - Bund Deutscher Forstleute(inne języki) (BDF)
- Technika
  - Gewerkschaft Technik und Naturwissenschaft(inne języki) (BTB)
  - Gewerkschaft Mess- und Eichwesen (BTE)
- Poczta, telekomunikacja i bank pocztowy (Postbank)
  - Kommunikationsgewerkschaft DPV(inne języki) (DPVKOM)
- Radio, film i telewizja
  - Vereinigung der Rundfunk-, Film- und Fernsehschaffenden (VRFF)
- Inne
  - Bundesverband der Ärzte des öffentlichen Gesundheitsdienstes(inne języki) e.V.
  - Bund der Ruhestandsbeamten, Rentner und Hinterbliebenen(inne języki) (BRH)
  - Deutscher Berufsverband für Soziale Arbeit(inne języki) e.V. (DBSH)